# Jüdischer Friedhof (Kaster)
Koordinaten: 51° 0′ 31,7″ N, 6° 33′ 56,3″ O

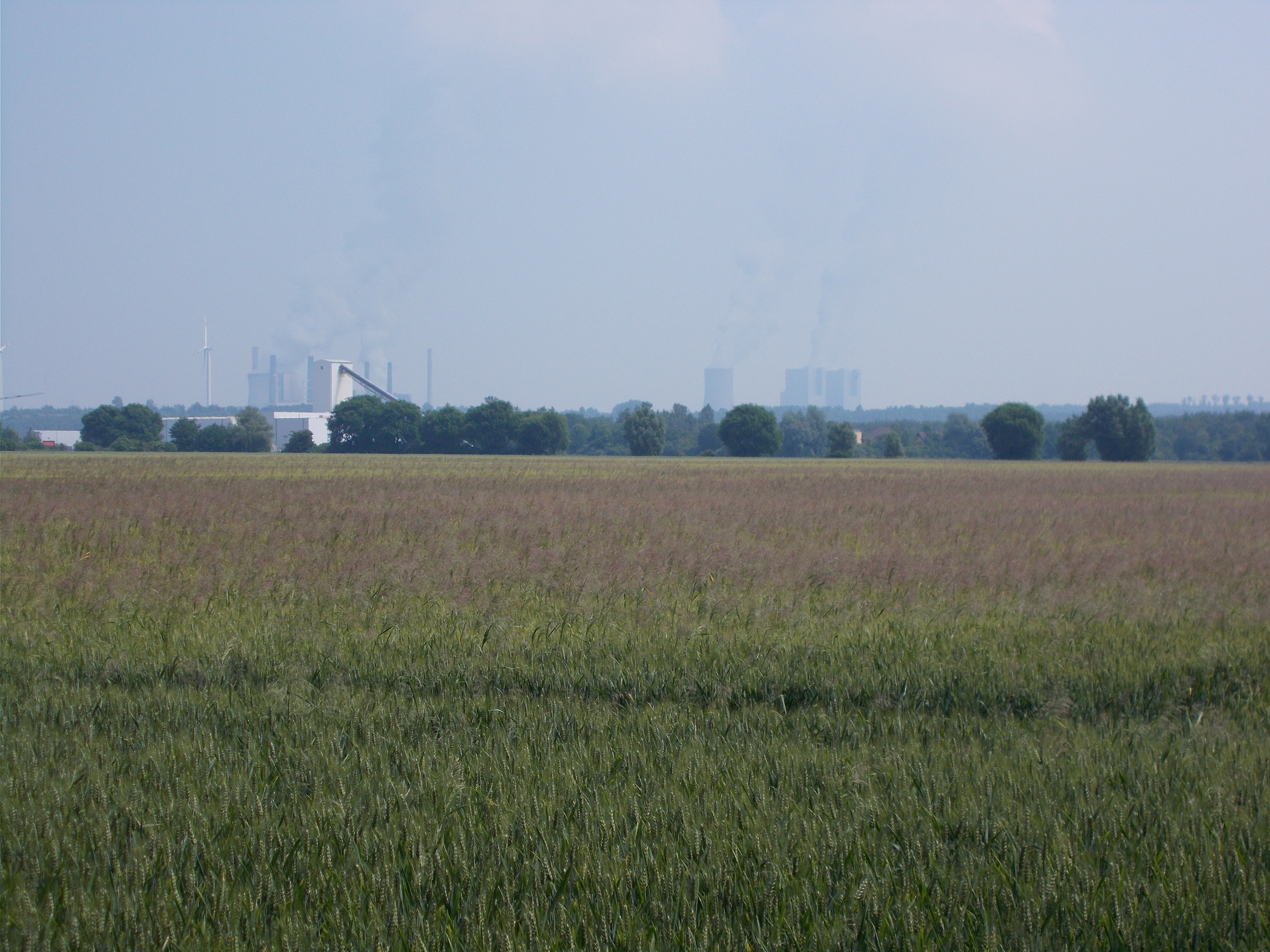
Hier lag einmal der jüdische Friedhof Kaster

Der jüdische Friedhof Kaster lag an der Erft bei Kaster, einem Stadtteil von Bedburg im Rhein-Erft-Kreis (Nordrhein-Westfalen).
Von dem jüdischen Friedhof ist vor Ort nichts mehr zu sehen. Er wurde vermutlich im 19. Jahrhundert belegt. Der Begräbnisplatz musste 1974 dem fortschreitenden Braunkohletagebau weichen. Der älteste Grabstein (Mazewot) auf dem Elsdorfer Friedhof aus dem Jahre 1783 stammt vom Friedhof in Kaster. Dort waren 1972 noch fünf Grabsteine aufgestellt.